# Леонтий (Матусевич)
Епи́скоп Лео́нтий (в миру Лео́нтий Проко́пьевич Матусе́вич; 16 апреля 1884, местечко Озеряны, Волынская губерния — 23 декабря 1942, Вытегра, Вологодская область) — епископ Русской православной церкви, епископ Коростенский, викарий Волынской епархии.

## Биография
Родился 16 апреля 1884 года в селе Озеряны Волынской губернии в семье священника.
В 1908 года пострижен в монашество с именем Леонтий.
В 1909 году окончил Киевскую духовную академию со степенью кандидата богословия.
Проживал в Житомире. С 21 июля 1909 до 1917 года преподавал в Житомирском училище пастырства.
В 1915 году возведён в сан игумена.
3 сентября 1922 года хиротонисан во епископа Коростенского, викария Волынской епархии.
В 1923 году уклонился в обновленчество, управлял обновленческой Житомирской епархией. В мае 1923 года был участником II обновленческого собора, но акта о низложении Патриарха Тихона не подписал. Позднее принёс покаяние и воссоединился с Церковью.
Согласно книге «Их страданиями очистится Русь. Жизнеописания новомучеников Российских» епископ Леонтий никогда не отпадал в обновленчество, к обновленцам относился негативно. Был он монахом строгого поведения, отшельник и аскет. Постоянно стремился к уединению.
15 февраля 1930 года был арестован по обвинению в том, что «оба [вместе с епископом Аверкием (Кедровым)] и Фотопулосом К. А. просматривали антисоветский документ, предназначавшийся для а/с кампании за границей [написанный Константинопольскому Патриарху о гонениях на Православную Церковь в СССР Дросси А. И.], вынесли о нём одобрительное суждение, согласившись с его редакцией». Проходил по групповому делу «Дело Дросси Андрея Ивановича, г. Москва, 1930 г.». Сразу после ареста был отправлен в Москву и помещён в Бутырскую тюрьму, где находился во время следствия.
4 апреля того же года по постановлению тройки ПП ОГПУ Коми АССР за «контрреволюционную деятельность» выслан в Северный край на 3 года. Наказание отбывал в Архангельске.
23 апреля 1933 года был арестован по обвинению в «контрреволюционной агитации» как активный участник «контрреволюционной группировки духовенства». 1 июля того же года приговорен к 3 годам ИТЛ, но уже 8 августа того же года заключение в концлагере заменено на отбывание наказания в ИТУ Наркомата юстиции, как непригодному для концлагеря по состоянию здоровья. 3 апреля 1935 года был досрочно освобождён в связи с туберкулёзом лёгких (в стадии распада). После освобождения проживал в Вологодской обл.
26 августа 1941 года Вологодским областным судом за «контрреволюционную агитацию» приговорён к расстрелу.
Скончался 23 декабря 1942 года в местах лишения свободы.
1 марта 1989 года был реабилитирован Прокуратурой СССР.